# Wilton House
Wilton House ist ein Herrenhaus in Wilton in der Grafschaft Wiltshire in Großbritannien. Das als Kulturdenkmal der Kategorie Grade I klassifizierte Herrenhaus ist Sitz der Earls of Pembroke und berühmt wegen seines Landschaftsparks und wegen seiner prächtigen Innenausstattung, die zu den schönsten barock ausgestatteten Räumen des 17. Jahrhunderts in Großbritannien gezählt werden.

## Geschichte
Das Herrenhaus befindet sich an der Stelle eines im 9. Jahrhundert von Alfred dem Großen gegründeten Nonnenklosters. Im 12. Jahrhundert wurde das Kloster in eine Benediktinerinnenabtei umgewandelt, die nach ihrer Auflösung 1542 von Heinrich VIII. an seinen Schwager, den Politiker und General William Herbert verschenkt wurde. Dieser ließ die Abteigebäude abreißen und von 1547 bis 1563 ein neues Herrenhaus errichten.
1644 wurde der Südflügel und ein Teil des Ostflügels durch ein Feuer schwer beschädigt. Inigo Jones entwarf die Pläne für einen Neubau im Stil des Palladianismus, der nach seinem Tod von John Webb vollendet wurde. Zwischen 1801 und 1815 wurde das Gebäude von James Wyatt neogotisch umgestaltet, der den Kreuzgang im Innenhof baute, den Haupteingang an seine heutige Stelle verlegte und die Nord- und Westfassade veränderte. Die neogotischen Umbauten an der Außenfassade wurden zu Beginn des 20. Jahrhunderts wieder entfernt, so dass das Äußere wieder im Stil des Klassizismus erscheint.
Seit dem 1. Mai 1951 können ein Teil der Innenräume sowie der Garten besichtigt werden.

## Anlage

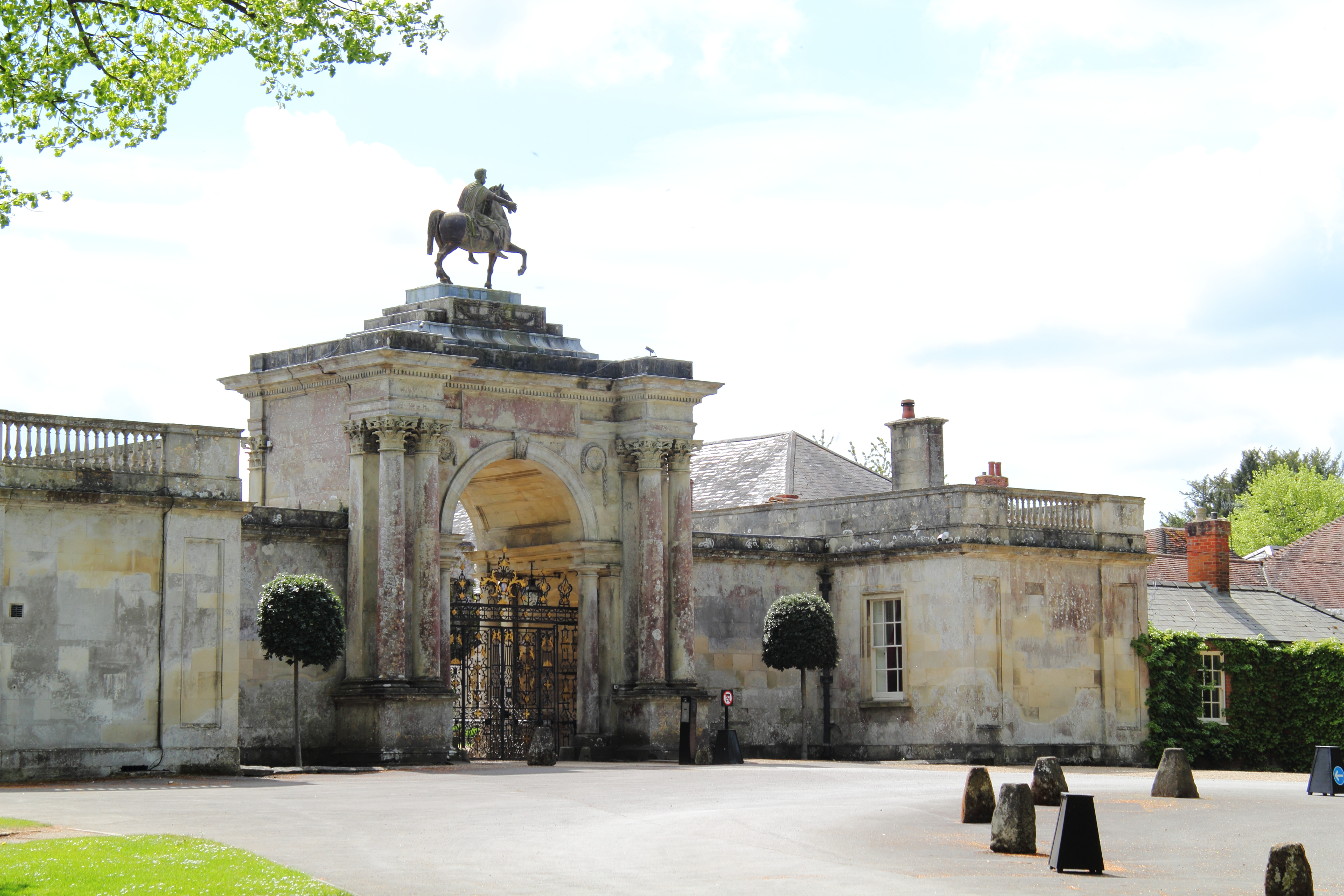
Einfahrtstor zur Anlage
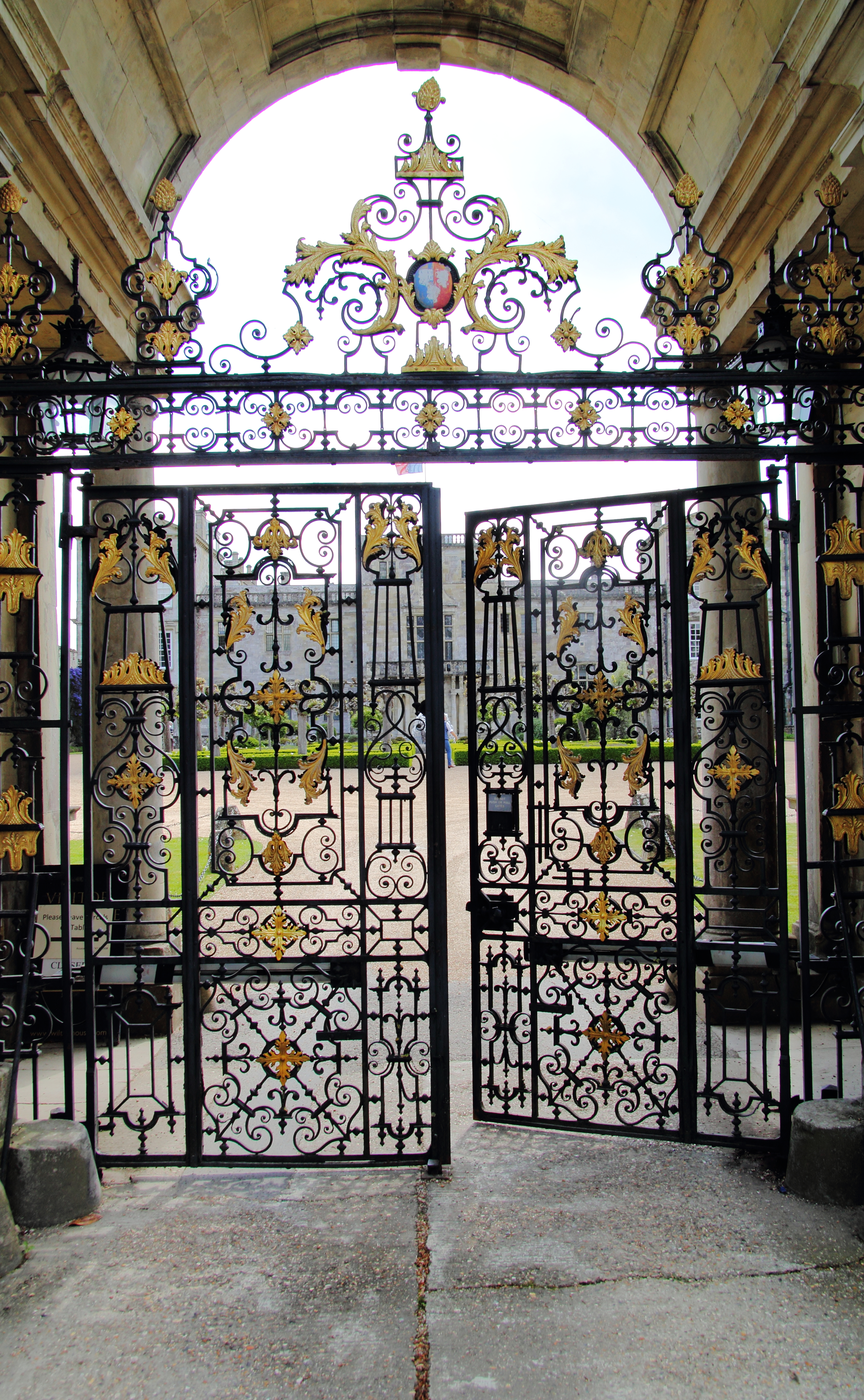
Schmiedeeiserne Gittertür im Einfahrtstor
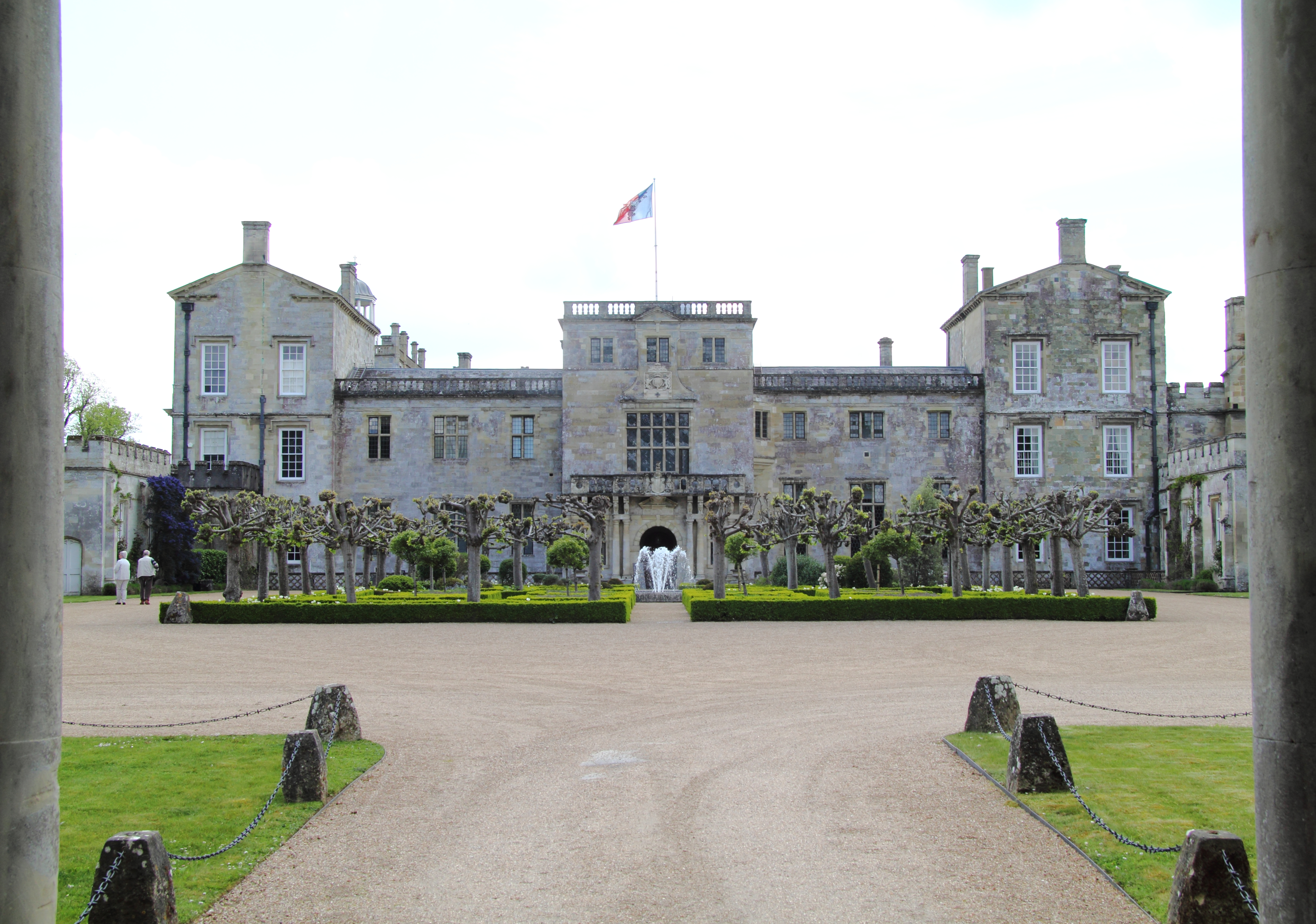
Nordfassade mit heutigem Haupteingang
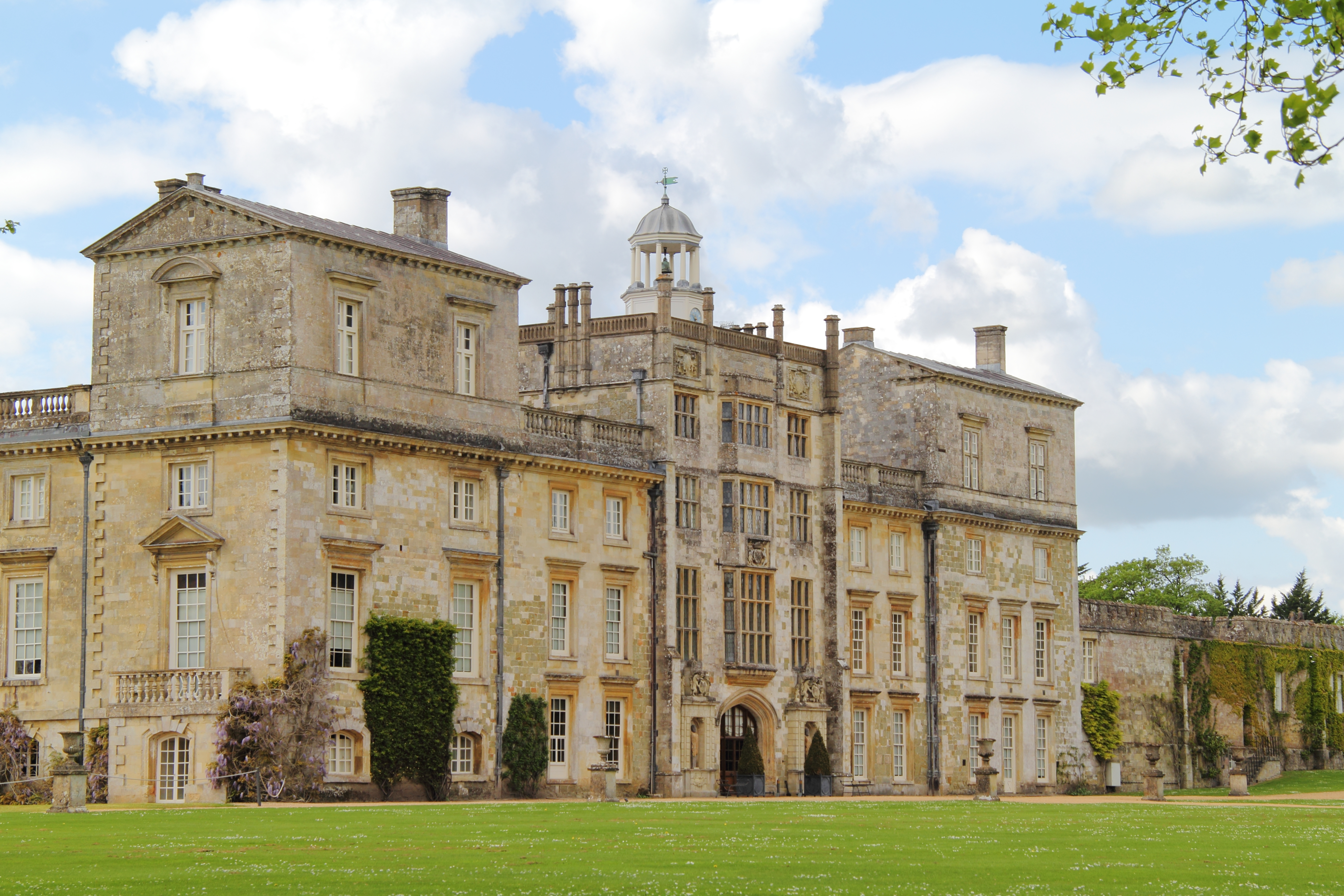
Ostfassade zur Gartenseite (originärer Haupteingang)

Das Herrenhaus besteht aus einem vierflügligen Bau aus Naturstein mit zwei bzw. drei Geschossen sowie überhöhten Eckrisaliten. Die Ostfassade war früher die Eingangsfassade und besitzt noch in der Mitte einen viergeschossigen, 1550 im Tudorstil erbauten Torturm. Die Südfassade gilt als Musterbeispiel für den Palladianismus des 17. Jahrhunderts.

### Innenausstattung
Im Piano nobile befindet sich eine Raumfolge von sieben Staatsgemächern, die von Jones im Stil des prächtigen Frühbarock entworfen wurde.
- Im Ante Room, dem Vorzimmer sind holländische und flämische Meister sowie ein Deckengemälde von Lorenzo Sabbatini zu sehen.
- Den Corner Room zieren unter anderem Gemälde von Andrea del Sarto, Rubens und Frans II Francken. Das Deckengemälde, Die Bekehrung des Paulus stammt von Luca Giordano.
- Der in weiß und gold gehaltene Colonnade Room ist mit kannelierten Säulen ausgestattet.
- Im Great ante Room sind Gemälde von Anthonis van Dyck, Willem van de Velde sowie ein Porträt der Mutter von Rembrandt zu sehen.

Jones entwarf den Double und den Single Cube Room eigens für die Familienporträts, die van Dyck für den 4. Earl of Pembroke geschaffen hat.

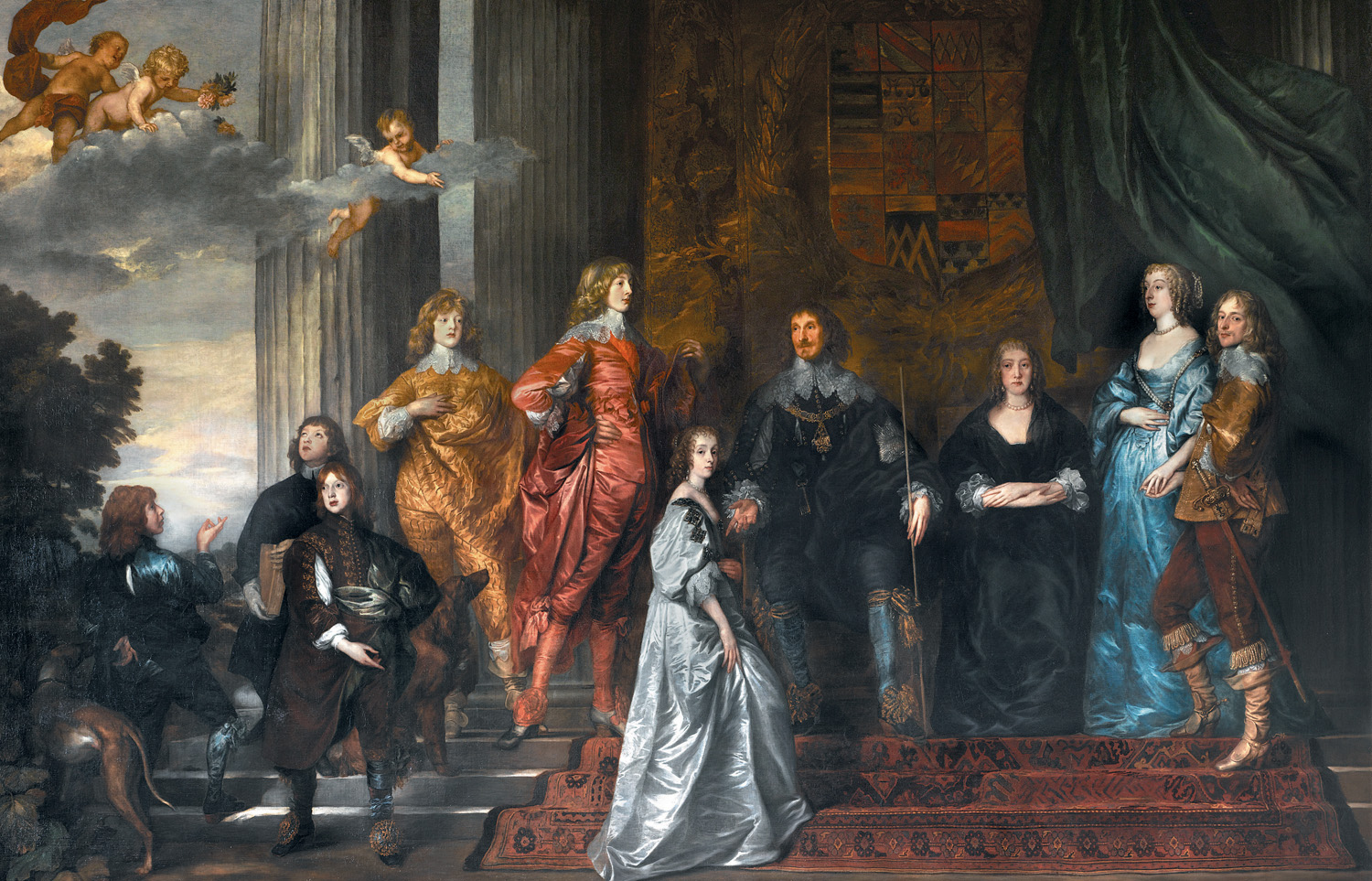
Im Double Cube Room das Familienporträt von Philip Herbert, 4th Earl of Pembroke, mit seiner Ehefrau Susan de Vere und seine Familie, Gemälde von Anthonis van Dyck (1634–35).

- Der Double Cube Room hat mit den Maßen 9 m × 18 m × 9 m die Proportionen eines doppelten Würfels, ähnlich wie der ebenfalls von Jones entworfene Festsaal von Banqueting House in London. Die schweren, vergoldeten Möbel in dem weiß, gold und rot gehaltenen Double Cube Room wurden im 18. Jahrhundert von Thomas Chippendale und William Kent gefertigt.
- Der Single Cube Room, ein perfekter Würfel mit den Maßen von 9 m × 9 m × 9 m, ist in Weiß und Gold gehalten. Die Deckenmalerei von Giuseppe Cesari zeigt Szenen aus Sydneys Arcadia.

Der siebte Raum der Staatsgemächer, das Jagdzimmer, wird von der Familie Herbert privat genutzt und kann nicht besichtigt werden. Neben den Staatsgemächern können noch weitere Räume wie die Eingangshalle, die Bibliothek, der Rauchsalon und die Skulpturensammlung im Kreuzgang besichtigt werden. In den Räumen befinden sich noch zahlreiche weitere Gemälde, unter anderem von Tizian, Tintoretto, Reynolds, Hals, Lely und anderen Meistern.

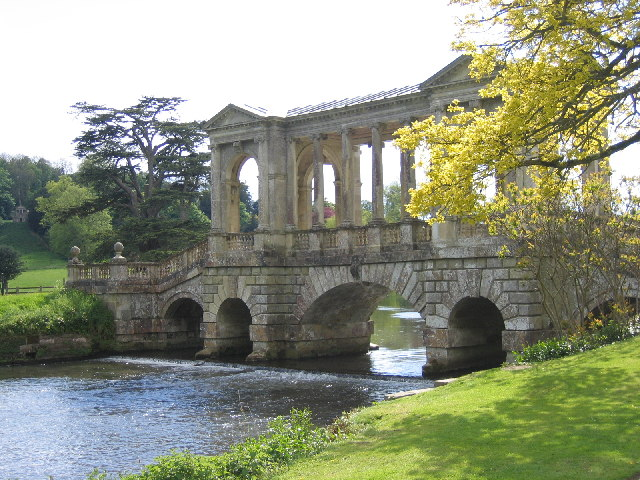
Palladianische Brücke im Park

### Garten

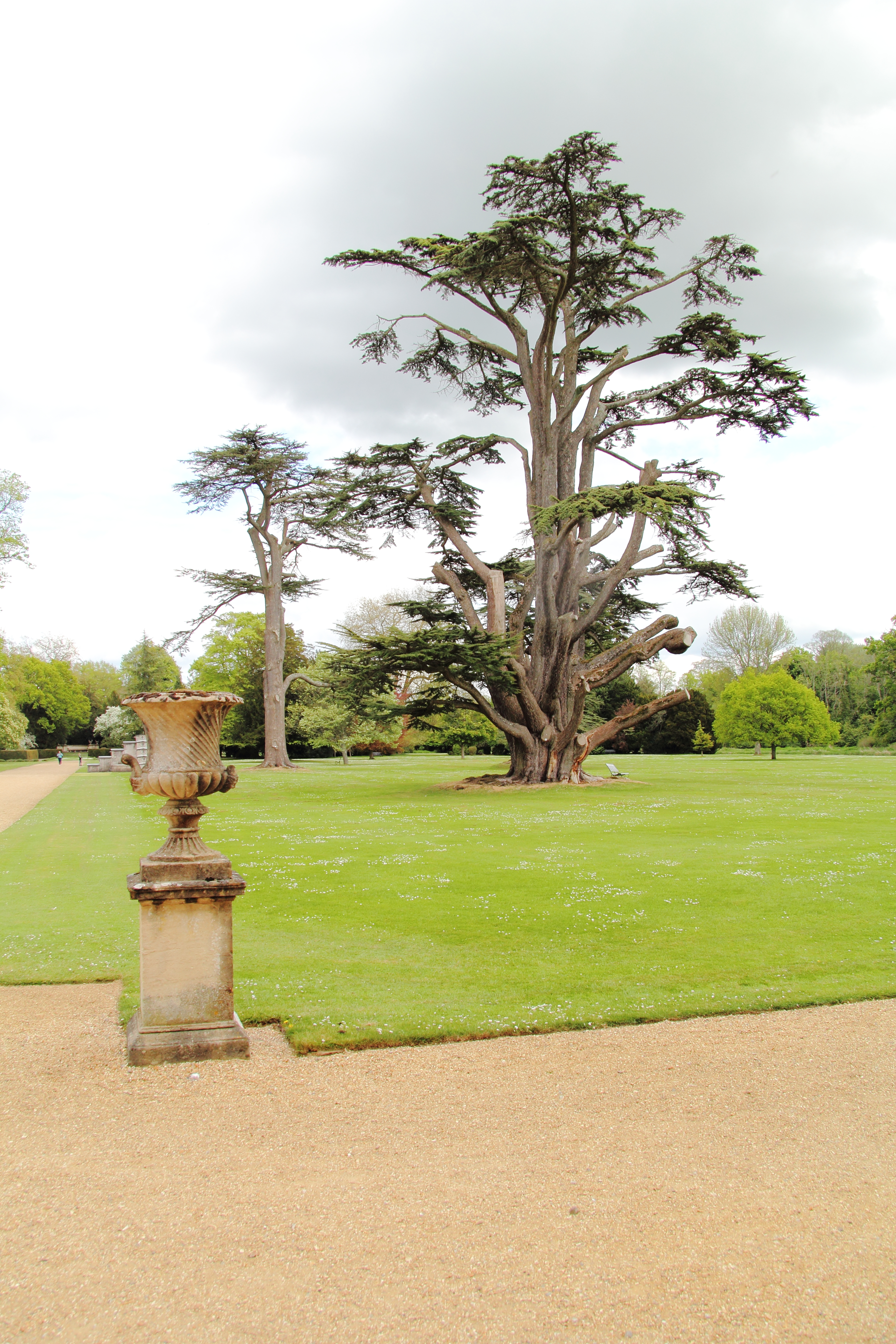
Parkblick mit Libanonzeder
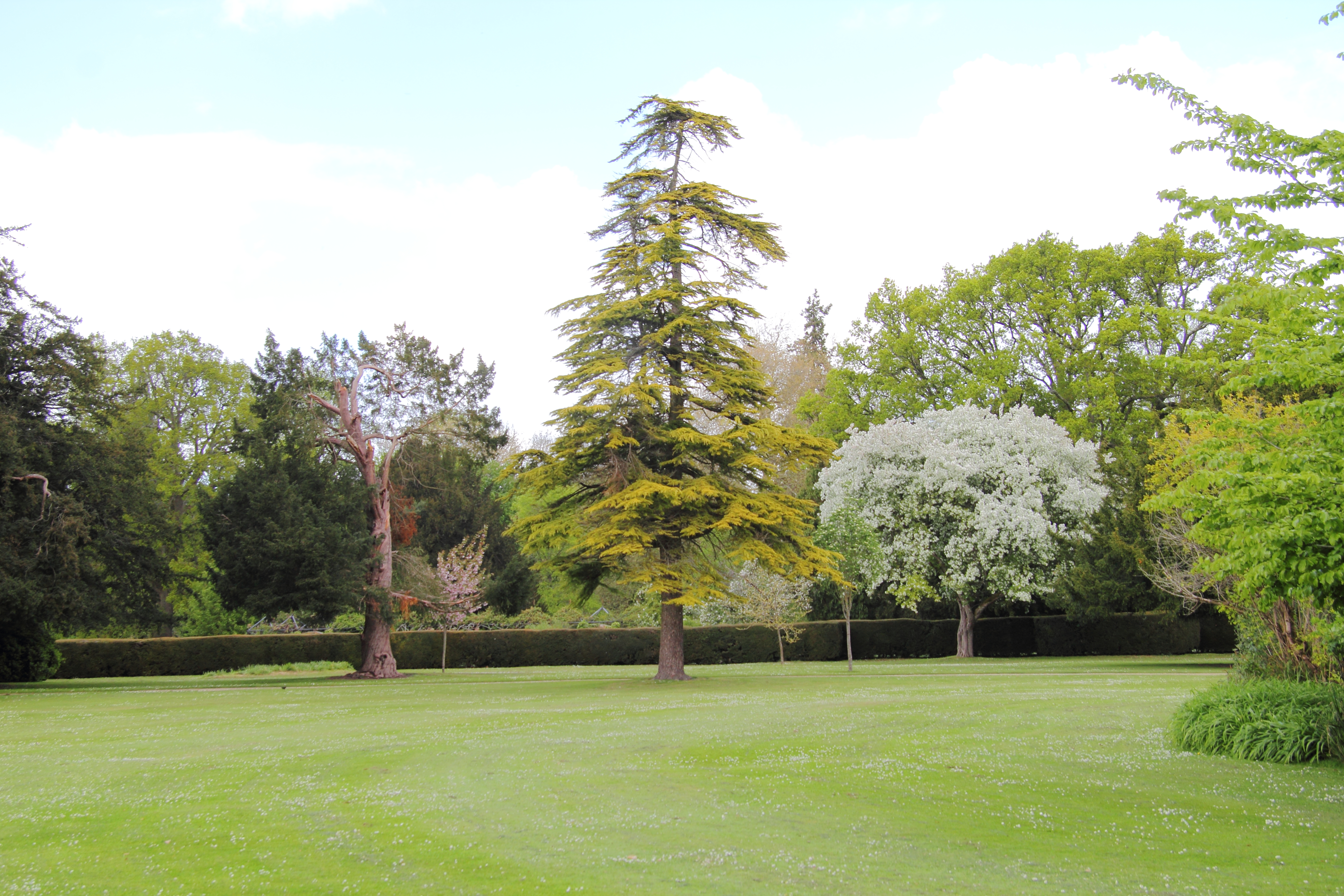
Verschiedene Bäume im Park
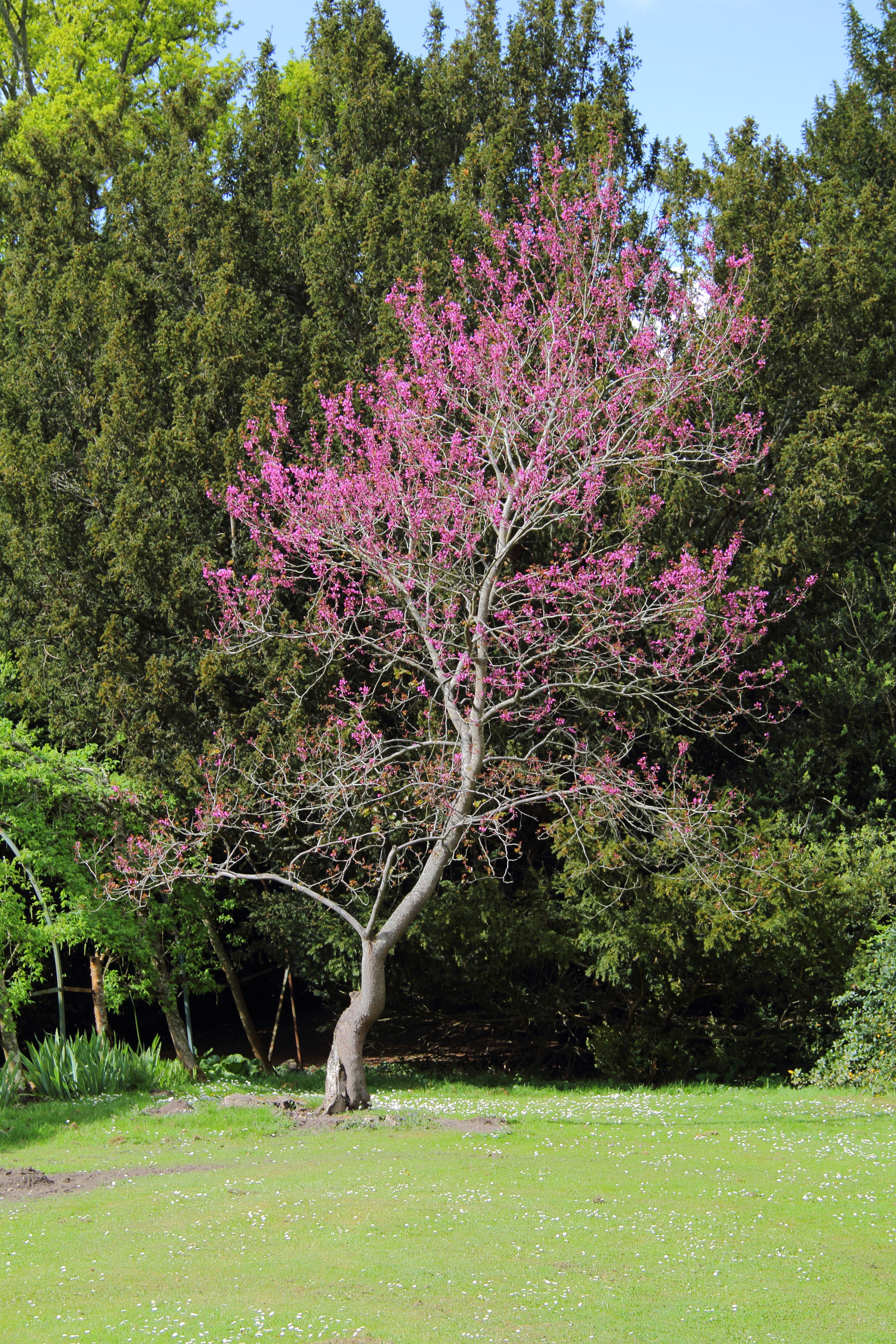
Blühender Baum
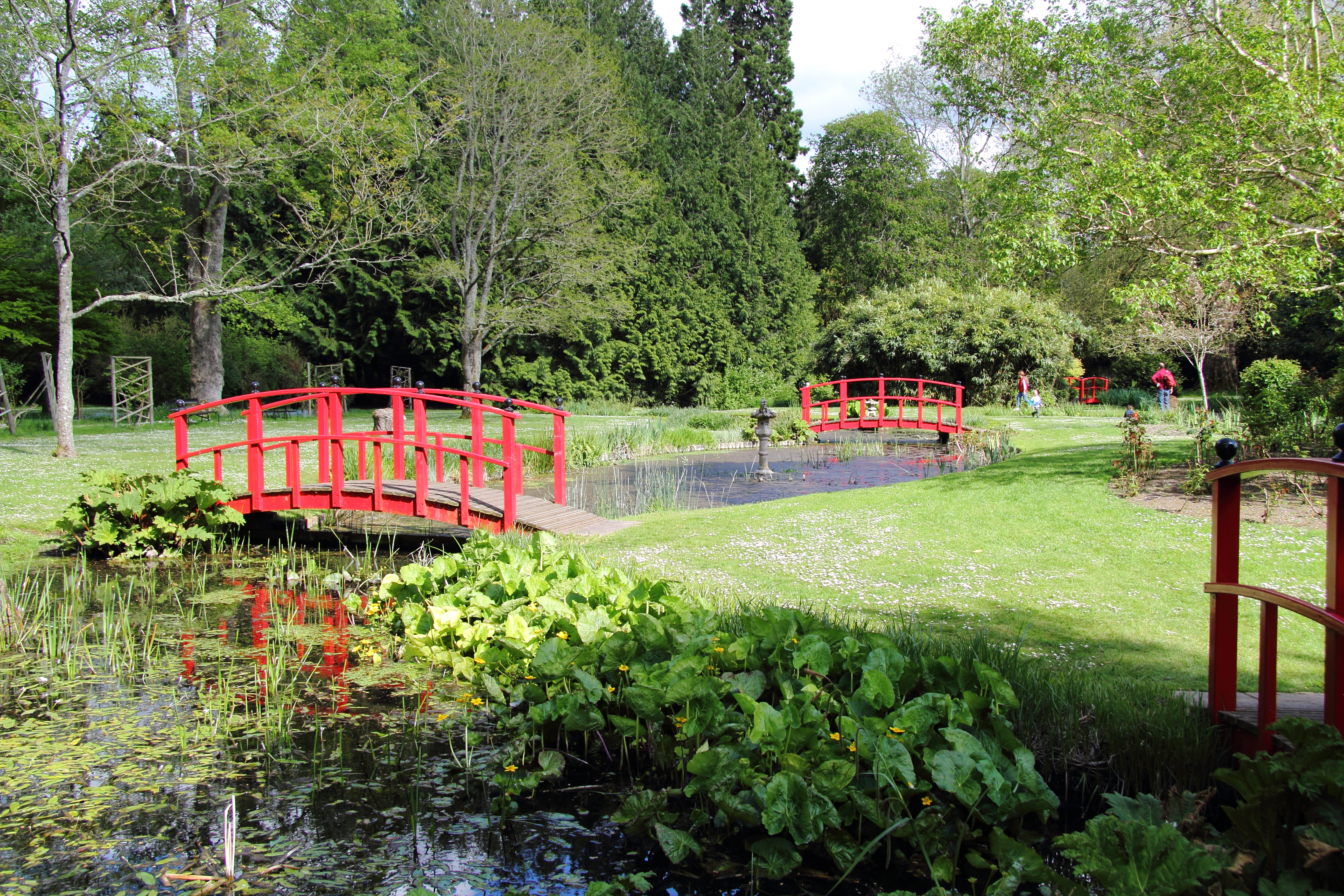
Bach mit Fußgängerbrücken

Um 1632 begann der flämische Gartenkünstler Isaac de Caus mit der Anlage eines prächtigen Barockgartens. Dieser wurde im 18. Jahrhundert zu einem Landschaftsgarten umgestaltet, dessen Libanonzedern die ersten Bäume dieser Art sind, die in England gepflanzt wurden. 1737 wurde die Brücke über den River Nadder von William Kent erbaut. Die Brücke ist die verkleinerte Ausführung eines nicht ausgeführten Entwurfs von Palladio für die Rialto-Brücke in Venedig und später noch zweimal kopiert. Eine bereits ein Jahr später erbaute Kopie steht im Park von Stowe in Buckinghamshire, eine weitere Kopie der Brücke wurde um 1755 im Garten von Prior Park bei Bath errichtet. Um 1820 wurde der Garten zu einem italienischen Garten umgestaltet. In den heute 8,5 Hektar großen Park wurde im 19. Jahrhundert auch das sogenannte Holbein-Portal versetzt, das ehemalige Eingangsportal zur großen Halle.

## Trivia
Philip Sidney, der Bruder von Mary Sidney, der Frau des zweiten Earl of Pembroke, schrieb in Wilton House zahlreiche Gedichte und seinen Staatsroman Arcadia.
Die Uraufführung von Wie es euch gefällt führte Shakespeare auf einer Bühne im Park auf.
Im Zweiten Weltkrieg diente der Double Cube Room Churchill und Eisenhower während der alliierten Invasion als Hauptquartier.
Das Herrenhaus und der Garten dienten häufig als Drehort für Filme, u. a. für Young Victoria, Sinn und Sinnlichkeit, King George – Ein Königreich für mehr Verstand, Stanley Kubricks Barry Lyndon oder Tomb Raider.